# Fissidens gracilifolius
Fissidens gracilifolius là một loài Rêu trong họ Fissidentaceae. Loài này được Brugg.-Nann. & Nyholm mô tả khoa học đầu tiên năm 1986.